# Jaume Carot Giner
Jaume Jesús Carot Giner ( Tortosa, 1960) es un físico y profesor universitario español, actual rector de la Universidad de las Islas Baleares. 

## Biografía
Licenciado en física por la Universidad de Barcelona en 1982, continuó sus estudios, doctorándose en la UIB en 1987.  Posteriormente realizó una estancia postdoctoral en la Universidad de Aberdeen gracias a una beca Fleming del British Council . Es catedrático de Física Teórica en la UIB. En 2021 fue investido rector de la Universidad, en sustitución de Llorenç Huguet Rotger .  Obtuvo el 63% de los votos, frente a la otra aspirante, la también catedrática Carmen Orte . 